# フライングフィッシュ (原子力潜水艦)
|           |                                   |
| 艦歴      |                                   |
| 発注:     | 1966年7月15日                     |
| 起工:     | 1967年6月30日                     |
| 進水:     | 1969年5月17日                     |
| 就役:     | 1970年4月29日                     |
| 退役:     | 1996年5月16日                     |
| 除籍:     | 1996年5月16日                     |
| その後:   | 原子力艦再利用プログラム          |
| 性能諸元  |                                   |
| 排水量:   | 基準：4,014トン、 満載：4,309トン |
| 全長:     | 88.3 m (290 ft)                   |
| 全幅:     | 9.7 m (32 ft)                     |
| 吃水:     | 9.1 m (30 ft)                     |
| 機関:     | S5W reactor                       |
| 最大速:   |                                   |
| 乗員:     | 士官14名、兵員95名                |
| 兵装:     |                                   |
| モットー: |                                   |

フライングフィッシュ (USS Flying Fish, SSN-673) は、アメリカ海軍のスタージョン級原子力潜水艦の24番艦。艦名はトビウオに因んで命名された。その名を持つ艦としてはガトー級潜水艦18番艦(SS/AGSS-229)以来3隻目。

## 艦歴
フライングフィッシュの建造は1966年7月15日にコネチカット州グロトンのジェネラル・ダイナミクス、エレクトリック・ボート社に発注され、1967年6月30日に起工した。1969年5月17日にジョン・W・ハーヴェイ夫人によって命名、進水し、1970年4月29日にドナルド・C・シェルトン艦長の指揮下就役する。
1976年にフライングフィッシュは大西洋艦隊においてマージョリー・ステレット戦艦基金賞を受賞した。 
フライングフィッシュは1996年5月16日に退役し、同日除籍された。その後ワシントン州ブレマートンで原子力艦再利用プログラムの下1996年10月15日に解体された。